# Monoblastus brachyacanthus
Monoblastus brachyacanthus är en stekelart som först beskrevs av Gmelin 1790.  Monoblastus brachyacanthus ingår i släktet Monoblastus och familjen brokparasitsteklar. Arten är reproducerande i Sverige. Inga underarter finns listade i Catalogue of Life.